# Małgwiowate
Małgwiowate (Myidae) – rodzina morskich małży z rzędu Myoida, obejmująca gatunki o cienkościennych muszlach owalnych w zarysie. Skorupki muszli są lekko niesymetryczne, otwarte na końcu. Zamek muszli typu desmodontowego, jego zęby główne tworzą na lewej skorupce wystający chondrofor, do którego przymocowane jest więzadło. Małgwiowate ryją w piasku, mule lub żwirze mórz strefy umiarkowanej i arktycznej. Platyodon sp. ruchami skorupek borują otwory w miękkich skałach.
Do tej rodziny zaliczane są rodzaje:
- Cryptomya
- Mya
- Paramya
- Platyodon
- Sphenia

Rodzajem typowym rodziny jest Mya. Przykładowym przedstawicielem jest małgiew piaskołaz (Mya arenaria) – gatunek kosmopolityczny, występujący również w Morzu Bałtyckim. Gatunek ten dał nazwę obecnemu etapowi rozwoju Bałtyku - Morzu Mya.